# 加須吉沼

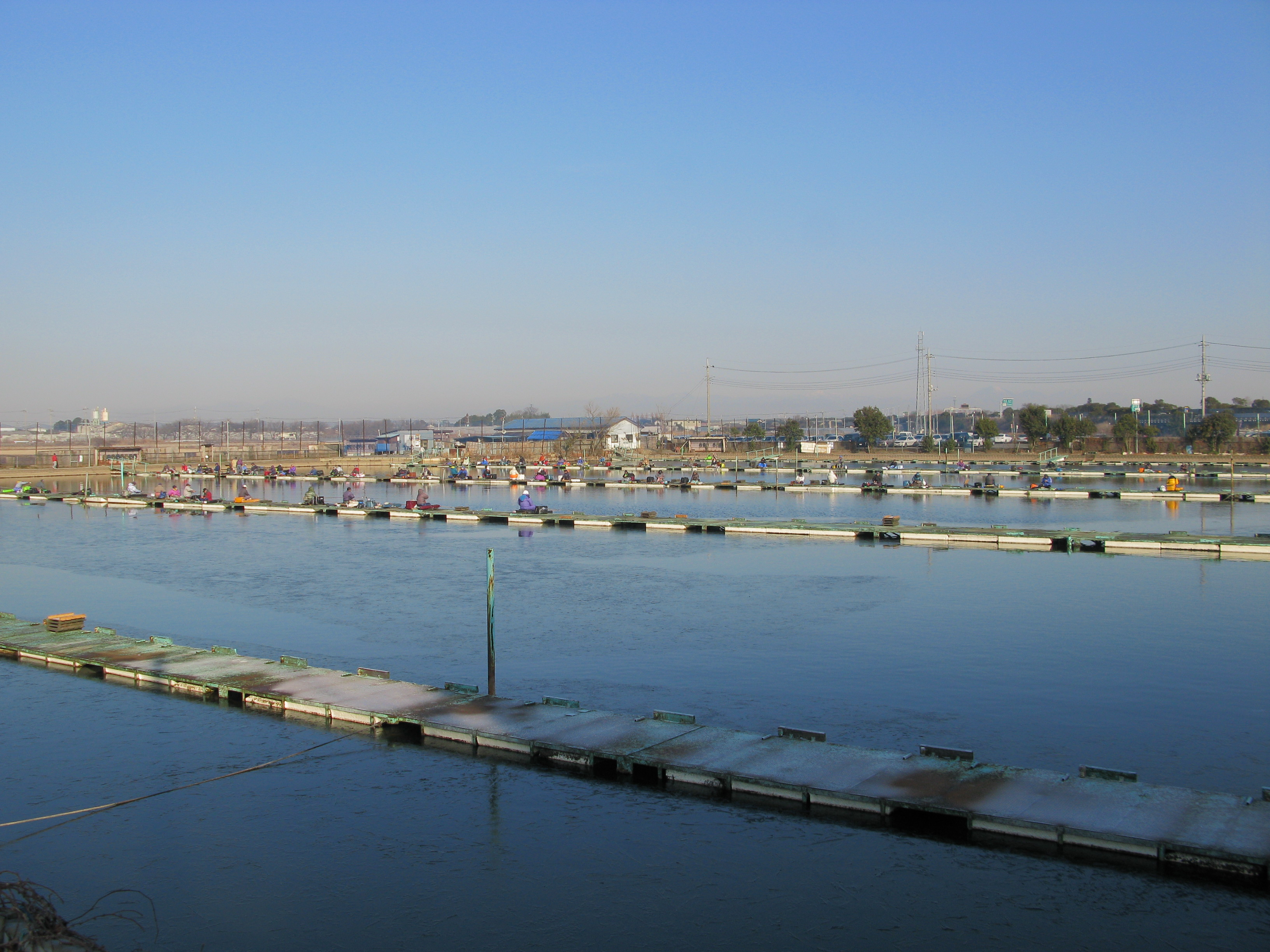
加須吉沼（2012年1月）

加須吉沼（かぞよしぬま）は、埼玉県加須市戸川（加須地域）に所在する沼である。

## 概要
この加須吉沼は加須市戸川に所在している沼であり、かつて一帯は低湿地の沼沢地であった。このため近隣には江戸時代に開発された掘り上げ田の掘り潰れが、幾分か現存している。周辺は水田などの農地や、集落となっている。
現在、この加須吉沼は管理釣り場として利用されている。

## 所在地
- 〒347-0051 - 埼玉県加須市戸川